# Большов, Александр Михайлович
Александр Михайлович Большов (27 декабря 1929, с. Алексеевка , Чердаклинский район, Ульяновская область, РСФСР — 31 июля 2016, Ульяновск, Российская Федерация) — советский и российский партийный и государственный деятель, председатель Ульяновского облисполкома (1982—1987), почётный гражданин Ульяновской области.

## Биография
В 1952 году окончил агрономический факультет Ульяновского сельскохозяйственного института и начал работать агрономом-семеноводом в совхозе имени Крупской Мелекесского района.
С 1953 по 1955 год — главный агроном, директор совхоза «Языковский» Тагайского района.
В ноябре 1959 года был избран вторым секретарём, а затем первым секретарём Майнского районного комитета КПСС.
С 1963 года — заведующий сельскохозяйственным отделом Ульяновского сельского областного комитета КПСС.
В 1965 году проходил обучение в Высшей партийной школе при ЦК КПСС, потом более 6 лет работал инструктором отдела организационно-партийной работы ЦК КПСС.
- 1973—1977 годы — секретарь Ульяновского областного комитета КПСС,
- 1977—1982 годы — второй секретарь Ульяновского областного комитета КПСС,
- 1982—1987 годы — председатель исполнительного комитета Ульяновского областного Совета депутатов трудящихся.

С 1992 по 1997 год — заместитель председателя Ульяновского областного комитета по охране природы.
Избирался депутатом Верховного Совета РСФСР 10 и 11-го созывов, членом Ульяновского областного комитета КПСС, депутат Ульяновского областного Совета депутатов трудящихся.
Похоронен на Северном кладбище Ульяновска.

## Награды и звания
- Орден «Знак Почёта»
- Медаль «В ознаменование 100-летия со дня рождения Владимира Ильича Ленина» (1970)
- Занесён в Золотую книгу Почёта Ульяновской области (2001)